# Liste der Bodendenkmale in Kabelhorst
In der Liste der Bodendenkmale in Kabelhorst sind die Bodendenkmale der Gemeinde Kabelhorst nach dem Stand der Bodendenkmalliste des Archäologischen Landesamts Schleswig-Holstein von 2016 aufgelistet. Die Baudenkmale sind in der Liste der Kulturdenkmale in Kabelhorst aufgeführt.
| Denkmal-ID           | Befundart          | Bezeichnung         | Zeitstellung | Lage | Bemerkungen | Bild |
| -------------------- | ------------------ | ------------------- | ------------ | ---- | ----------- | ---- |
| aKD-ALSH-Nr. 002 093 | Grabmal > Langbett | Langbett/Steinreihe | Neolithikum  |      |             |      |
| aKD-ALSH-Nr. 002 142 | Grabmal > Langbett | Langbett/Steinreihe | Neolithikum  |      |             |      |